# George Brough

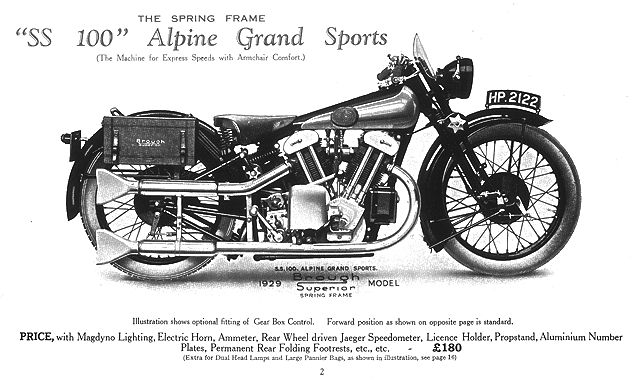
Brough Superior SS 100 Alpine Grand Sports

George Brough (21 de abril de 1890 - 12 de enero de 1970) fue un piloto motociclístico y empresario británico, conocido por ser el fabricante de las primeras motos superdeportivas, las potentes y costosas Brough Superior.
George murió en 1970, pero su legado perdura en las muchas motocicletas Brough Superior mantenidas por los entusiastas hasta el día de hoy .

## Primeros años
George fue el segundo hijo del pionero de las motocicletas William Edward Brough. Nació en el número 10 de Mandalay Street, en Basford (Nottingham) en 1890. William Brough había estado construyendo motocicletas en su fábrica de Nottingham desde la década de 1890, por lo que se esperaba que George y su hermano se incorporaran a la empresa familiar.

## Negocios
George quería desarrollar el negocio de su padre para construir motocicletas de alto rendimiento. Sin embargo, su padre no estaba convencido, por lo que George estableció su propia fábrica en 1919 en Haydn Road, Nottingham, para producir lo que llamó la gama Brough Superior, primero de motocicletas y más adelante de automóviles. El nombre de "Superior" fue sugerido por un amigo, pero su padre supuestamente se lo tomó como una cuestión personal. Sin embargo, las motocicletas de George estuvieron a la altura de la afirmación: reunió los mejores componentes que pudo encontrar y agregó detalles de estilo distintivo. Tenía talento para el marketing y en 1922 pilotó una Brough Superior SS80 a la que llamó Spit and Polish en Brooklands, circuito en el que logró un registro no oficial de una vuelta a  100 mph (161 kilómetros por hora).

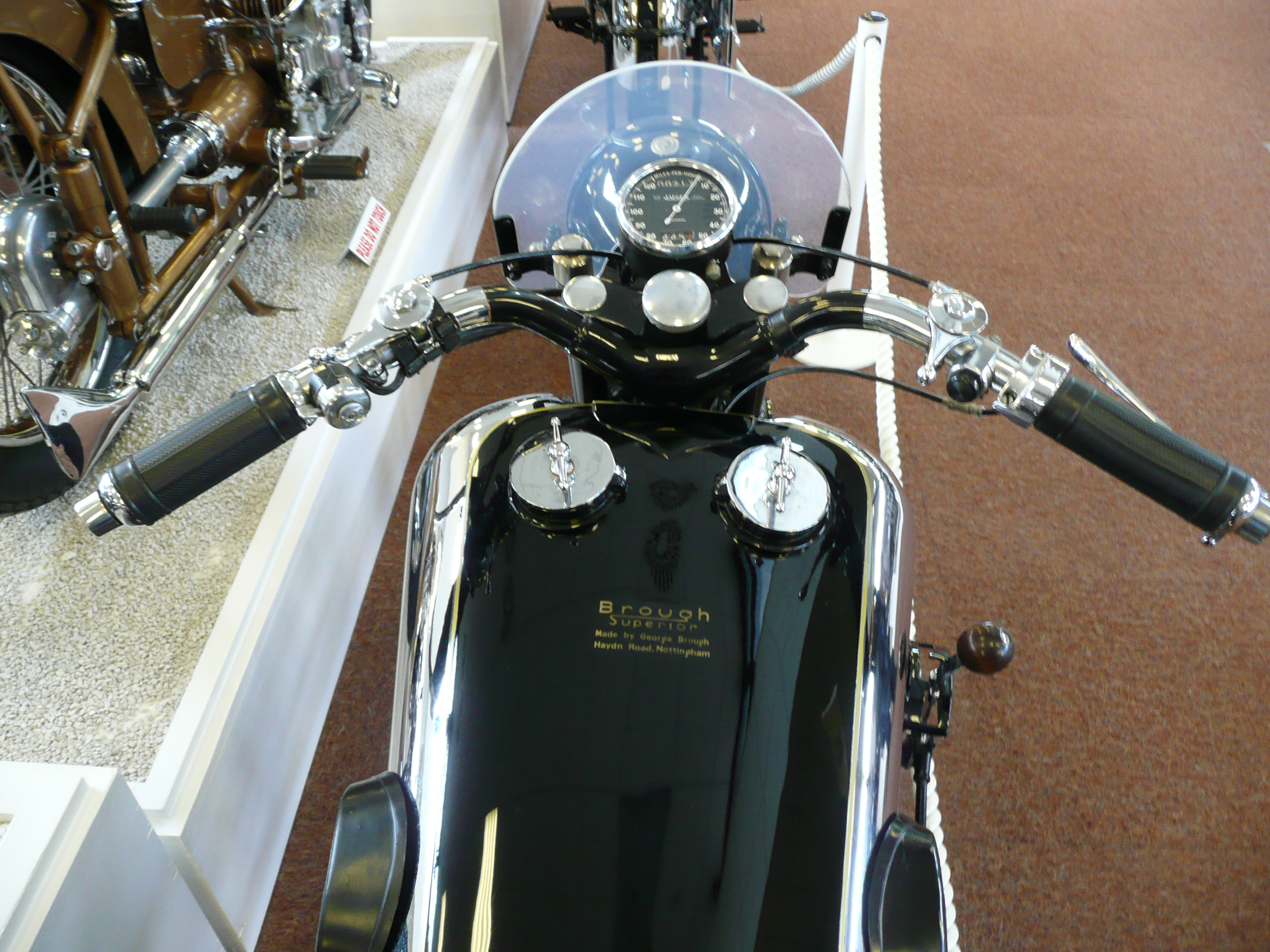
Brough Superior. Vista desde la posición del conductor

Se fabricaron 3048 motocicletas de 19 modelos en 21 años de producción. La mayoría se construyeron a medida para los requisitos de los clientes y rara vez dos de ellas tenían la misma configuración. Cada motocicleta era ensamblada dos veces. El primer ensamblaje servía para comprobar el ajuste de todos los componentes, tras lo que la motocicleta se desmontaba de nuevo y todas las piezas se pintaban o se recubrían según fue necesario, y se ensamblaban finalmente. Cada motocicleta se probaba para asegurar que funcionaba según las especificaciones y era certificada por el propio George Brough. El modelo SS100 alcanzaba las 100 mph (161 kilómetros por hora) o más antes de la entrega, de la misma manera que el modelo SS80 se garantizaba que era capaz de alcanzar 80 mph (129 kilómetros por hora). Si alguna motocicleta no cumplía con las especificaciones, regresaba a la fábrica para volver a trabajar sobre ella hasta que funcionase correctamente.
En 1929, Sir William Lyons, fundador de Jaguar, compró una SS100 y dos años más tarde aplicó el mismo nombre a su propio primer coche de cuatro ruedas (el SS 1). A pesar del descontento de Brough por esta decisión en ese momento, los dos se hicieron amigos íntimos más adelante. "S" y "S" fueron las dos primeras iniciales de la Swallow Sidecar Company, que Lyons había cofundado en 1923.
En 1940, la Segunda Guerra Mundial puso fin a la producción, ya que la fábrica se adaptó para producir motores aeronáuticos Rolls-Royce Merlin. Una vez que cesaron las hostilidades, no había motores adecuados disponibles, por lo que la empresa se liquidó.

## Piloto de competición
En 1928, George Brough registró una velocidad de 130,6 mph (210,2 kilómetros por hora) en Arpajon, extraoficialmente la velocidad más rápida del mundo en una motocicleta.
Brough destacó por conducir sus motos con una gorra plana confeccionada especialmente según sus especificaciones.

## Lecturas relacionadas
- Clark, Ronald H. (1964) "Brough Superior, The Rolls Royce of Motor Cycles" ISBN 9780900404030

- Datos: Q1507013